# بين برانش
بين برانش (بالإنجليزية: Ben Branch)‏ هو موزع ورائد أعمال أمريكي، ولد في 1924 في ممفيس في الولايات المتحدة، وتوفي في 27 أغسطس 1987 في شيكاغو في الولايات المتحدة.

## وصلات خارجية
- بين برانش على موقع ميوزك برينز (الإنجليزية)
- بين برانش على موقع ديسكوغز (الإنجليزية)